# Concattedrale di Alicante
La concattedrale di San Nicola di Bari (in valenciano Cocatedral de Sant Nicolau de Bari, in spagnolo Concatedral de San Nicolás de Bari) si trova ad Alicante, in Spagna, ed è la concattedrale della diocesi di Orihuela-Alicante.
La cattedrale è stata costruita in stile rinascimentale sui resti di una moschea, tra il 1616 e il 1738, anche se il suo chiostro, più antico, risale al XV secolo in stile gotico valenzano. La collegiata  è stato elevato al rango di concattedrale della diocesi di Orihuela-Alicante il 9 marzo del 1959.